# Chimarra prolata
Chimarra prolata är en nattsländeart som beskrevs av Roger J. Blahnik 1997. Chimarra prolata ingår i släktet Chimarra och familjen stengömmenattsländor. Inga underarter finns listade i Catalogue of Life.